# Rupan Sansei - Shijō saidai no zunōsen
Rupan Sansei - Shijō saidai no zunōsen (ルパン三世〜史上最大の頭脳戦〜? lett. "Lupin III - La battaglia di cervelli più grande della storia") è un videogioco stealth/d'azione giapponese in 2D basato su Lupin III di Monkey Punch. È stato sviluppato da Nex Entertainment e pubblicato da Namco Bandai nel 2010 per Nintendo DS.

## Trama
L'inizio del gioco vede Lupin III mentre si trova alle due di notte al Museo Billigetz con l'intenzione di aprire una cassaforte. Poco dopo viene avvisato dall'amico Jigen tramite un walkie-talkie che può agire quando meglio crede mentre lui si trova a bordo di un elicottero. Così Lupin si mette all'opera per aprire il caveau, tuttavia sopraggiunge l'ispettore Zenigata che tenta di fermarlo. Lupin allora avvisa Jigen di spostare la cassaforte tramite l'elicottero e fugge via, lasciando Zenigata a mani vuote. Il giorno dopo al N.Y. Grand Hotel, Lupin si lamenta del fatto che nonostante il colpo sia andato alla grande non riesce a mettersi in contatto con Fujiko da diverso tempo. Successivamente i due vedono la donna al telegiornale mentre si trova in compagnia del broker Billigetz, il quale è divenuto miliardario trafficando opere d'arte dell'artista Paradox. Lupin afferma di averlo conosciuto e che un genio come lui appariva ogni mille anni, ma tuttavia quest'ultimo era morto sotto i suoi occhi sei mesi prima, così Jigen sostiene che ci sia qualcosa di sospetto in tutta questa vicenda. Dopo aver deciso di sospendere la loro vacanza, Lupin e Jigen fanno un salto al Museo Billigetz ed ammirano alcune opere, e il primo sostiene che se fossero autentiche sarebbero valse tre volte di più di quelle di Van Gogh. Jigen si sorprende di scoprire che alla cerimonia d'apertura siano stati esposti dei falsi e Lupin gli dice che aveva uno dei quadri originali con sé in quanto l'aveva trovato nella cassaforte la notte prima, dopodiché i due decidono di andarsene. Giunta la notte, Lupin fa ritorno al museo e incontra Fujiko che lo avvisa che ogni quadro di Paradox era il pezzo di un puzzle e che se fossero stati messi tutti insieme avrebbero portato al luogo in cui custodiva il suo tesoro. Dopo aver appreso di ciò, Lupin parte assieme a Jigen verso il Kansas per scoprire dove si trovino gli averi di Paradox.

## Modalità di gioco
Il gameplay vede guidare Lupin attraverso vari livelli caratterizzati da piattaforme e enigmi di vario tipo. Il compito del giocatore sarà quello di aiutare il protagonista a superare ogni fase facendo però attenzione a non farsi scoprire dai poliziotti di guardia che se avvisteranno il ladro gentiluomo inizieranno ad inseguirlo per tentare di arrestarlo. In tal caso bisognerà cercare di nascondersi e poi tentare nuovamente a proseguire lungo lo scenario. Per ottenere una visuale maggiore si potrà utilizzare la mappa radar che permetterà di osservare l'ambiente circostante in modo da evitare che Lupin finisca involontariamente nei guai ed elaborare così una strategia per risolvere il rompicapo. Saranno inoltre presenti ulteriori prove denominate "Test IQ" che richiederanno la risoluzione di alcuni enigmi per raggiungere il finale, le missioni iniziali non saranno troppo difficili ma la difficoltà aumenterà con l'avanzare del gioco. Per far fronte ai problemi più complessi si potranno anche utilizzare delle carte indizio, che aiuteranno a completare l'enigma e che si potranno raccogliere nel corso dei singoli livelli.

## Colonna sonora
Parte della colonna sonora del gioco, composta da Yūji Ōno & Lupintic Five with Friends, è ispirata da quella dello special La lacrima della Dea. Le versioni di Magnum Dance e il Lupin Theme ritmato che si possono sentire nei segmenti "Test IQ" provengono proprio dal già citato special. Il tema di Zenigata è lo stesso del precedente videogioco Il tesoro del Re Stregone.

## Accoglienza
Rupan Sansei - Shijō saidai no zunōsen ha ottenuto un punteggio di 29/40 dalla rivista Famitsū, basato sulla somma dei punteggi (da 0 a 10) dati al gioco da quattro recensori della rivista.